# Alberto Brause
Alberto Juan Brause Berreta, (nacido el 30 de octubre de 1938) es un abogado y político uruguayo, quien se desempeñó como diputado por Canelones en la XLII Legislatura entre 1985-1990 y como subsecretario (viceministro) del Ministerio de Ganadería, Agricultura y Pesca en 1988-1989. Posteriormente fue senador en las XLIII y XLV legislaturas (1990-1991 y 2000-2005), y culminó su actividad pública como miembro de la Corte Electoral entre 2010 y 2017.

## Primeros años
Nació el 30 de octubre de 1938.
Cursó estudios en la Facultad de Derecho de la Universidad de la República, donde se graduó como abogado en 1967.
En 1969 obtuvo un master en Derecho en la Escuela de Derecho de la Universidad de Harvard.
Ejerció su profesión en el estudio Jiménez de Arechaga, Viana & Brause, del que fue socio y luego consultor.

## Diputado
Adherente al Partido Colorado, en las elecciones de 1984 -que marcaron el retorno a la democracia tras la dictadura cívico militar instaurada en 1973- figuró en el segundo puesto de candidato a diputado por el departamento de Canelones por la lista 1515,la que obtuvo dos bancas correspondientes a dicho departamento en la XLII Legislatura (1985-1990), correspondiendo una de ellas a Brause.
Durante su actuación como subsecretario fue sustituido en la Cámara de Representantes por Julio César Hernández Pérez.

## Subsecretario de Ganadería, Agricultura y Pesca
El 17 de febrero de 1988 el presidente Julio María Sanguinetti y el ministro de Ganadería, Agricultura y Pesca Pedro Bonino Garmendia designaron a Brause como nuevo subsecretario (viceministro) de dicha cartera,sustituyendo a Ricardo Lombardo.
Ocupó el cargo durante algo más de un año, hasta mayo de 1989, cuando fue sucedido por Alberto André,retornando a su banca como diputado hasta el final de la legislatura.

## Senador

### XLIII Legislatura
En las elecciones de 1989, Brause figuró en el cuarto puesto como candidato al Senado por la lista 15 para la XLIII Legislatura (1990-1995),la que obtuvo cinco escaños, resultando electo senador. En los mismos comicios fue electo nuevamente diputado por Canelones por la lista 1515, que encabezó,optando por asumir en el Senado.
Se desempeñó como senador durante casi dos años, hasta diciembre de 1991, cuando renunció, asumiendo la titularidad de la banca su primer suplente Daoiz Librán Bonino por el resto de la legislatura.

### XLV Legislatura
En las elecciones de 1999 figuró como segundo suplente de José Luis Batlle, primer titular de la lista 15 a la Cámara de Senadores para la XLV Legislatura (2000-2005).
En octubre de 2000, al renunciar Batlle a su escaño y al declinar asumirlo el primer suplente Jorge Sanguinetti, Brause regresó como titular al Senado,ocupando la banca por el resto de la legislatura.

### Suplente en la XLVI Legislatura
En las elecciones de 2004 integró la Lista 15 como segundo suplente del primer candidato titular a la Cámara de Senadores para la XLVI Legislatura (2005-2010), el presidente saliente Jorge Batlle.Este, electo senador, renunció a la banca, que asumió el primer suplente, Isaac Alfie, entonces su ministro de Economía y Finanzas. 
Brause se desempeñó como suplente durante las dos primeras semanas de la legislatura, desde el 15 de febrero hasta el 1 de marzo de 2005, cuando Alfie asumió efectivamente la banca tras dejar la cartera ministerial al asumir la presidencia Tabaré Vázquez. Posteriormente cubrió otras suplencias de Alfie durante los años 2005 y 2006.

## Corte Electoral
El 7 de julio de 2010 la Asamblea General lo eligió como miembro partidario de la Corte Electoral en representación del Partido Colorado,tomando posesión del cargo el 13 del mismo mes.
Ocupó dicho puesto durante poco más de siete años, hasta el 4 de octubre de 2017, cuando la Asamblea General procedió a renovar la integración de dicha Corte.

## Otras actividades

### Cargos públicos
En su juventud se desempeñó como funcionario administrativo en el Poder Legislativo.
Fue docente de Derecho Tributario y Derecho Financiero en la Universidad de la República.
En 1986 integró la delegación oficial de Uruguay a la Asamblea General de las Naciones Unidas.

### Actividad partidaria
Fue convencional nacional y departamental del Partido Colorado.
Fue dirigente durante varios años de la Lista 15 dentro de dicho partido, conducida por Jorge Batlle.
Posteriormente adhirió al sector Vamos Uruguay liderado por Pedro Bordaberry.

### Obras publicadas
Es autor de distintos trabajos sobre temáticas jurídicas.
En 2016 publicó una biografía de quien fuera su suegro, el jurista Eduardo Jiménez de Aréchaga.
En 2019 publicó un nuevo libro sobre su abuelo, el expresidente Tomás Berreta.

## Vida personal
Es hijo del también político, varias veces senador y ministro Luis Alberto Brause y de Ana Blanca Berreta Etchemendy (hija de Tomás Berreta), quienes se habían casado en 1932.
Contrajo matrimonio en 1967 con Virginia Jiménez de Aréchaga Ferreira, (hija de Eduardo Jiménez de Aréchaga) con quien tuvo cuatro hijos, Carolina, Virginia, Alberto Eduardo y Nicolás Juan Brause Jiménez de Aréchaga.
Su hijo Alberto se encuentra casado desde 2004 con la senadora Carmen Sanguinetti.